# تنين طائر
تنين طائر أو تِنّين مُجَنَّح (بالإنجليزية: Draco)‏ هو جنس من السحالي يعيش على أشجار الغابات الاستوائية في جنوب آسيا لاسيما في ماليزيا والفلبين. يراوح طوله من 20 إلى 26 سم ولديه غشاء جلدي يمتد فوق أضلاعه الطويلة فيستطيع الطيران بها. وهي تساعده على الحَوْم (كالطائرة الشراعية) من غصن إلى غصن أو من شجرة إلى أخرى. وهو يَعْبُر بذلك عدة أمتار فقط، ولكنه يستطيع أيضا الطيران بهذه الطريقة مسافات تصل إلى 60 مترًا. غشاء طيرانه متعدد اللألوان وتوجد منه أنواع كثيرة في مختلف أنحاء العالم. ويستطيع ضمها وأداء الحركة المعتادة. يتغذى التنين الطائر على الحشرات لاسيما النمل الذي يعيش على الأشجار. ليس التنين الطائر هو الوحيد بين الحيوانات التي يمكنها الطيران، وإنما توجد أبو بريص طائر وضفدعة طائرة وأسماك شيطان البحر والأفعى الطائرة.

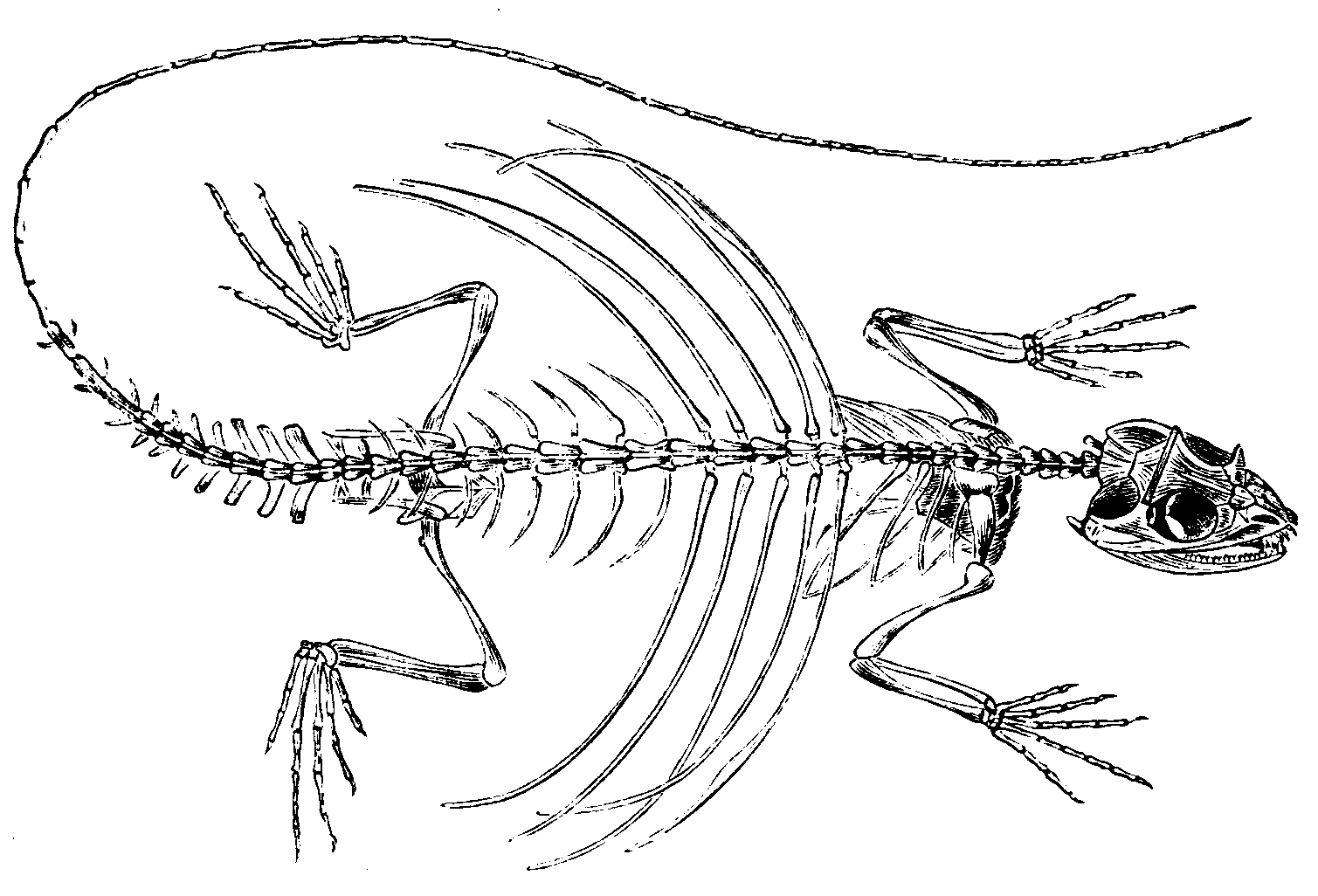
غشاء جلدى للطيران ممتد فوق أضلاعه الطويلة.

## طريقة معيشته
يعيش التنين الطائر على الاشجار. لا تهبط الأنثى على الأرض إلا من أجل وضع البيض. فتهبط وتحفر حفرة مناسبة في الأرض مستعينة بغرس رأسها في التربة، وتضع فيها من 2 إلى 5 بيضات وتغطي الحفرة. وتحرس البيض نحو 24 ساعة، ثم تتركه ولا تتولى تربية الصغار.

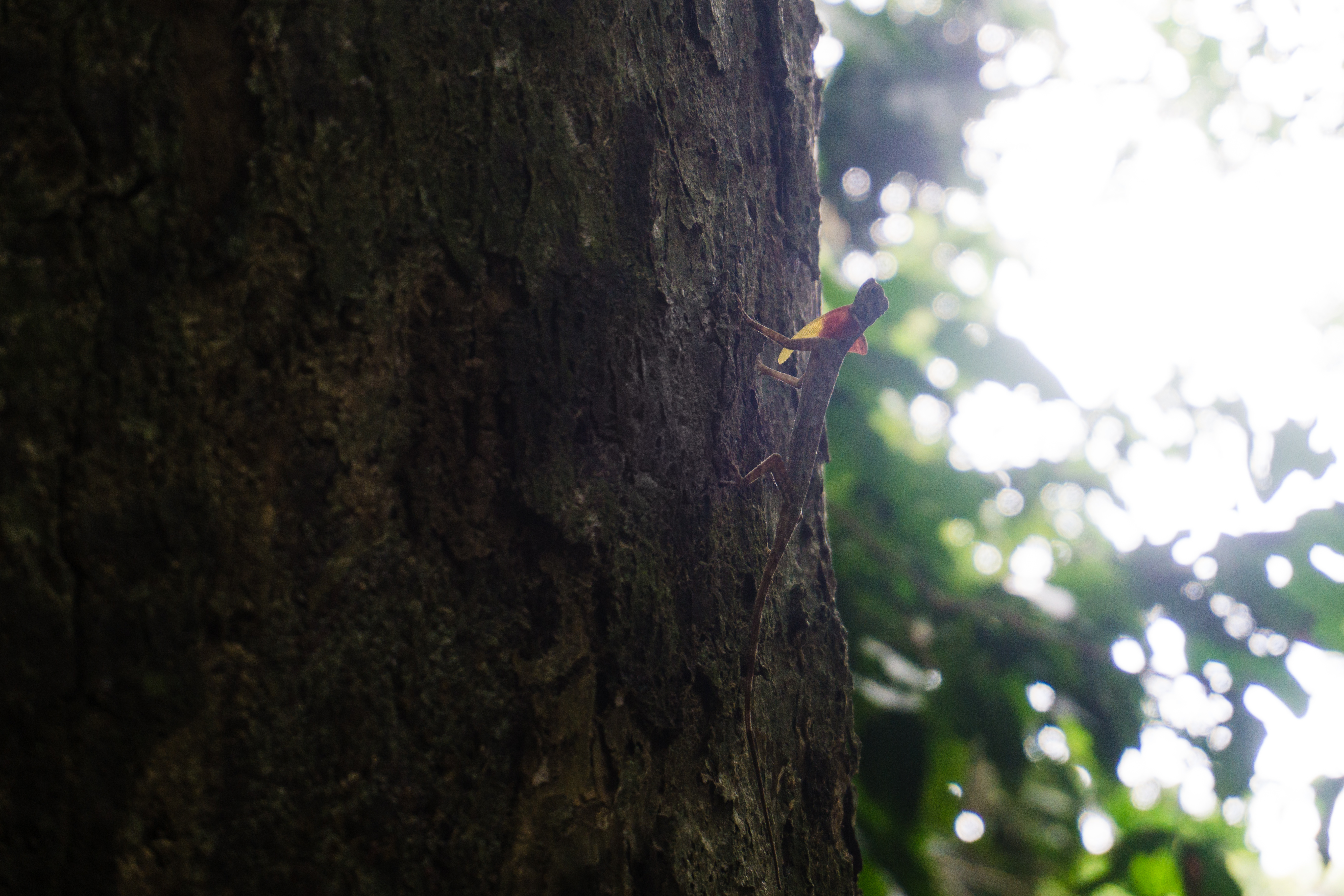

## اقرأ أيضا
- سمك طائر
- أسماك شيطان البحر
- ضفدعة طائرة